# Seleção Portuguesa de Futebol Feminino
A Seleção Portuguesa de Futebol Feminino representa Portugal nas competições de futebol feminino da UEFA e FIFA. É gerida pela Federação Portuguesa de Futebol.
A seleção estreou-se oficialmente a 24 outubro de 1981 (há 43 anos, 8 meses e 26 dias) contra a França, jogo que acabou empatado a zeros. A primeira vitória foi obtida em 1983, contra a Espanha, por 1-0.
A estreia de Portugal na fase final de uma grande competição deu-se em 2017, onde As Navegadoras ficaram pela fase de grupos. A primeira participação num Mundial deu-se em 2023, ficando também pela fase de grupos.

## História

### Campeonato Europeu 2017
O Euro 2017 marcou um momento emocionante para Portugal, dado que se tratou da estreia das Navegadoras em grandes competições. A competição realizou-se nos Países Baixos, entre 16 de julho e 6 de agosto de 2017. 
A seleção portuguesa chegou ao torneio com uma mistura de entusiasmo e determinação, ansiosa por mostrar o crescimento e desenvolvimento do futebol feminino em Portugal. Com jogadoras talentosas e comprometidas, Portugal estava pronto para enfrentar desafios e competir no mais alto nível europeu.
No Grupo D, Portugal teve a oportunidade de enfrentar adversários de grande qualidade, incluindo Inglaterra, Escócia e Espanha. Embora tenha enfrentado algumas dificuldades, Portugal caracterizou-se pela enorme valentia e determinação em todos os jogos. Apesar de não ter avançado para as fases finais do torneio, as jogadoras portuguesas exibiram um futebol competitivo e mostraram que mereciam estar naquele palco internacional.
Um dos destaques mais memoráveis da campanha de Portugal no torneio foi a vitória diante da Escócia, num emocionante jogo onde ambas as equipas competiram de igual para igual. Esse jogo terminou com o primeiro triunfo luso em grandes competições internacionais e comprovou a capacidade da Equipa das Quinas em bater adversários experientes.
O desempenho no Campeonato Europeu Feminino de 2017 foi um marco significativo para todo o futebol feminino em Portugal. A presença da seleção no torneio não apenas inspirou jovens jogadoras em todo o país, mas também aumentou a conscientização sobre a importância de investir e apoiar o desenvolvimento contínuo do futebol feminino.
Apesar de não ter alcançado as fases a eliminar da competição, Portugal deixou uma boa impressão, demonstrando que estava pronto para competir no cenário internacional e que o futebol feminino em Portugal estava numa fase de enorme crescimento. A participação no Campeonato Europeu Feminino de 2017 serviu igualmente como fator motivador para um maior investimento e desenvolvimento do futebol feminino em Portugal nos anos subsequentes.

### Campeonato 2022
O Euro 2022, sediado em Inglaterra e realizado entre 6 e 31 de julho, foi a segunda grande competição da Seleção Nacional Feminina. Portugal enfrentou um grupo complicado composto por Suécia, Países Baixos e Suíça.
No primeiro jogo do torneio, Portugal protagonizou um emocionante empate contra a Suíça, a dois golos, depois de estar a perder por 2-0, com dois golos consentidos nos primeiros cinco minutos. Contudo, a enorme resiliência portuguesa permitiu que, já na segunda parte, as comandadas de Francisco Neto reestabelecessem o empate. Esse resultado mostrou a determinação das jogadoras portuguesas para o que restava da prova.
No segundo jogo, a equipa portuguesa enfrentou os Países Baixos – à altura, atual campeã europeia, vice campeã mundial e sem derrotas nos últimos três anos – e, apesar de um esforço valente, acabou por sair derrotada por 3-2. À semelhança do jogo inaugural, também as Navegadoras se viram a perder por 2-0, mas reestabeleceram a igualdade já na segunda parte. Contudo, as neerlandesas viriam a conseguir marcar novamente, à passagem da hora de jogo. Mais uma vez, a alma portuguesa ficou bem vincada, merecendo rasgados elogios internacionais.
Contudo, no terceiro e último jogo contra a Suécia, também uma das melhores seleções europeias e do mundo, Portugal acabou por sair derrotado e perdeu por 5-0. No final da fase de grupos, Portugal encerrava a sua participação na quarta posição do Grupo C, com um ponto somado, em igualdade pontual com a Suíça. Embora a equipa não tenha avançado para as fases seguintes, a sua participação no Euro 2022 representou uma valiosa aprendizagem e comprovou a capacidade portuguesa em competir perante as grandes potências europeias.
A trajetória de Portugal no Campeonato da Europa Feminino de 2022 evidenciou o comprometimento e o esforço das jogadoras, apesar dos resultados menos positivos. As lições retiradas dessa experiência serviram como base para o desenvolvimento contínuo do futebol feminino em Portugal e a busca por um desempenho ainda mais sólido em competições futuras, que surgiram logo no ano seguinte com a participação no primeiro Campeonato do Mundo.

### Mundial 2023
O Mundial de 2023, realizado na Austrália e na Nova Zelândia, foi o primeiro da história da Seleção Nacional Feminina. Portugal disputou o Grupo E, enfrentando adversários, como os Países Baixos, Estados Unidos e Vietname. A campanha portuguesa galvanizou o país, que devdo à diferença horária, via os jogos das Navegadoras pela televisão por volta das oito da manhã.
O primeiro jogo do torneio colocou Portugal a enfrentar os vice-campeões do mundo em título, os Países Baixos, numa partida que foi decidida apenas pela margem mínima. Apesar de um desempenho respeitável, Portugal não conseguiu evitar a derrota por 0-1. No entanto, a equipa manteve a cabeça erguida, sabendo que ainda havia muito para conquistar.
O segundo jogo trouxe um momento histórico para o futebol feminino português, com as Navegadoras a enfrentarem o Vietname. Portugal venceu por 2-0, naquela que foi a sua primeira vitória em Campeonatos do Mundo. Esse triunfo encheu de orgulho todos os portugueses.
O terceiro jogo contra os Estados Unidos, à altura campeões mundiais, trouxe muitas emoções. Portugal precisava de vencer para seguir em frente na prova e exibiu-se a um nível muito alto, tanto defensivamente como atrevida ofensivamente. A melhor oportunidade do jogo surgiu já em período de descontos, quando uma bola no poste impediu a formação nacional de continuar a fazer história na Oceânia. Contudo, a forma como Portugal se impôs frente à, na altura, número 1 do ranking mundial, mostrou a evolução do futebol português praticado por mulheres e a respetiva capacidade de competir com as melhores do mundo.
No final da fase de grupos, Portugal ocupava a terceira posição do Grupo E, acumulando quatro pontos e ficando a apenas um ponto dos Estados Unidos. Apesar de a pontuação ser insuficiente para prosseguir na prova, Portugal conquistou o respeito e a admiração de todos os seguidores da prova, sendo que o  impacto desta campanha será certamente duradouro, em mais um capítulo de êxito na história da modalidade.

## Recordes
Estatísticas atualizadas até 18 de Julho de 2023.
| Mais internacionalizações | Mais internacionalizações | Mais internacionalizações | Mais internacionalizações |    | Melhores marcadoras | Melhores marcadoras | Melhores marcadoras | Melhores marcadoras |
| #                         | Jogadora                  | Anos                      | Jogos                     | #  | Jogadora            | Anos                | Golos               |                     |
| ------------------------- | ------------------------- | ------------------------- | ------------------------- | -- | ------------------- | ------------------- | ------------------- | ------------------- |
| 1                         | Ana Borges                | 2006–                     | 179                       | 1  | Edite Fernandes     | 1997–16             | 39                  |                     |
| 2                         | Carole Costa              | 2010–                     | 173                       | 2  | Carla Couto         | 1993–12             | 29                  |                     |
| 3                         | Dolores Silva             | 2009–                     | 166                       | 3  | Diana Silva         | 2014–               | 24                  |                     |
| 4                         | Carla Couto               | 1993–12                   | 145                       | 4  | Carolina Mendes     | 2007–               | 24                  |                     |
| 5                         | Cláudia Neto              | 2006–21                   | 136                       | 5  | Carole Costa        | 2010–               | 23                  |                     |
| 6                         | Edite Fernandes           | 1997–16                   | 132                       | 6  | Cláudia Neto        | 2006–21             | 20                  |                     |
| 7                         | Sílvia Rebelo             | 2009–                     | 124                       | 7  | Jéssica Silva       | 2011–               | 19                  |                     |
| 8                         | Carolina Mendes           | 2007–                     | 123                       | 8  | Dolores Silva       | 2009–               | 18                  |                     |
| 9                         | Tatiana Pinto             | 2014–                     | 119                       | 9  | Patrícia Sequeira   | 1993–02             | 13                  |                     |
| 10                        | Jéssica Silva             | 2011–                     | 117                       | 10 | Vanessa Marques     | 2012–               | 12                  |                     |

## Desempenho em competições oficiais

### Mundiais
| Mundial | Mundial           | Mundial           | Mundial           | Mundial           | Mundial           | Mundial           | Mundial           |                                           | Qualificação                              | Qualificação                              | Qualificação                              | Qualificação                              | Qualificação                              | Qualificação |
| Year    | Ronda             | Jogos             | V                 | E                 | D                 | GM                | GS                | Jogos                                     | V                                         | E                                         | D                                         | GM                                        | GS                                        |              |
| ------- | ----------------- | ----------------- | ----------------- | ----------------- | ----------------- | ----------------- | ----------------- | ----------------------------------------- | ----------------------------------------- | ----------------------------------------- | ----------------------------------------- | ----------------------------------------- | ----------------------------------------- | ------------ |
| 1991    | Não entrou        | Não entrou        | Não entrou        | Não entrou        | Não entrou        | Não entrou        | Não entrou        | Copa do Mundo de Futebol Feminino de 1991 | Copa do Mundo de Futebol Feminino de 1991 | Copa do Mundo de Futebol Feminino de 1991 | Copa do Mundo de Futebol Feminino de 1991 | Copa do Mundo de Futebol Feminino de 1991 | Copa do Mundo de Futebol Feminino de 1991 |              |
| 1995    | Não se qualificou | Não se qualificou | Não se qualificou | Não se qualificou | Não se qualificou | Não se qualificou | Não se qualificou | Copa do Mundo de Futebol Feminino de 1995 | Copa do Mundo de Futebol Feminino de 1995 | Copa do Mundo de Futebol Feminino de 1995 | Copa do Mundo de Futebol Feminino de 1995 | Copa do Mundo de Futebol Feminino de 1995 | Copa do Mundo de Futebol Feminino de 1995 |              |
| 1999    | Não se qualificou | Não se qualificou | Não se qualificou | Não se qualificou | Não se qualificou | Não se qualificou | Não se qualificou | 6                                         | 2                                         | 0                                         | 4                                         | 4                                         | 15                                        |              |
| 2003    | Não se qualificou | Não se qualificou | Não se qualificou | Não se qualificou | Não se qualificou | Não se qualificou | Não se qualificou | 6                                         | 1                                         | 1                                         | 4                                         | 4                                         | 26                                        |              |
| 2007    | Não se qualificou | Não se qualificou | Não se qualificou | Não se qualificou | Não se qualificou | Não se qualificou | Não se qualificou | 8                                         | 0                                         | 0                                         | 8                                         | 4                                         | 31                                        |              |
| 2011    | Não se qualificou | Não se qualificou | Não se qualificou | Não se qualificou | Não se qualificou | Não se qualificou | Não se qualificou | 8                                         | 4                                         | 0                                         | 4                                         | 17                                        | 10                                        |              |
| 2015    | Não se qualificou | Não se qualificou | Não se qualificou | Não se qualificou | Não se qualificou | Não se qualificou | Não se qualificou | 10                                        | 4                                         | 0                                         | 6                                         | 19                                        | 21                                        |              |
| 2019    | Não se qualificou | Não se qualificou | Não se qualificou | Não se qualificou | Não se qualificou | Não se qualificou | Não se qualificou | 8                                         | 3                                         | 2                                         | 3                                         | 22                                        | 8                                         |              |
| 2023    | Fase de Grupos    | 3                 | 1                 | 1                 | 1                 | 2                 | 1                 | 13                                        | 10                                        | 1                                         | 2                                         | 34                                        | 12                                        |              |

### Campeonatos Europeus
| Campeonato Europeu | Campeonato Europeu | Campeonato Europeu | Campeonato Europeu | Campeonato Europeu | Campeonato Europeu | Campeonato Europeu | Campeonato Europeu |            | Qualificação | Qualificação | Qualificação | Qualificação | Qualificação | Qualificação |
| Year               | Ronda              | Jogos              | V                  | E                  | D                  | GM                 | GS                 | Jogos      | V            | E            | D            | GM           | GS           |              |
| ------------------ | ------------------ | ------------------ | ------------------ | ------------------ | ------------------ | ------------------ | ------------------ | ---------- | ------------ | ------------ | ------------ | ------------ | ------------ | ------------ |
| 1984               | Não se qualificou  | Não se qualificou  | Não se qualificou  | Não se qualificou  | Não se qualificou  | Não se qualificou  | Não se qualificou  | 6          | 0            | 2            | 4            | 1            | 10           |              |
| 1987               | Não entrou         | Não entrou         | Não entrou         | Não entrou         | Não entrou         | Não entrou         | Não entrou         | Não entrou | Não entrou   | Não entrou   | Não entrou   | Não entrou   | Não entrou   |              |
| 1989               | Não entrou         | Não entrou         | Não entrou         | Não entrou         | Não entrou         | Não entrou         | Não entrou         | Não entrou | Não entrou   | Não entrou   | Não entrou   | Não entrou   | Não entrou   |              |
| 1991               | Não entrou         | Não entrou         | Não entrou         | Não entrou         | Não entrou         | Não entrou         | Não entrou         | Não entrou | Não entrou   | Não entrou   | Não entrou   | Não entrou   | Não entrou   |              |
| 1993               | Não entrou         | Não entrou         | Não entrou         | Não entrou         | Não entrou         | Não entrou         | Não entrou         | Não entrou | Não entrou   | Não entrou   | Não entrou   | Não entrou   | Não entrou   |              |
| 1995               | Não se qualificou  | Não se qualificou  | Não se qualificou  | Não se qualificou  | Não se qualificou  | Não se qualificou  | Não se qualificou  | 6          | 3            | 0            | 3            | 13           | 11           |              |
| 1997               | Não se qualificou  | Não se qualificou  | Não se qualificou  | Não se qualificou  | Não se qualificou  | Não se qualificou  | Não se qualificou  | 8          | 2            | 0            | 6            | 5            | 26           |              |
| 2001               | Não se qualificou  | Não se qualificou  | Não se qualificou  | Não se qualificou  | Não se qualificou  | Não se qualificou  | Não se qualificou  | 8          | 2            | 1            | 5            | 5            | 17           |              |
| 2005               | Não se qualificou  | Não se qualificou  | Não se qualificou  | Não se qualificou  | Não se qualificou  | Não se qualificou  | Não se qualificou  | 8          | 1            | 0            | 7            | 5            | 42           |              |
| 2009               | Não se qualificou  | Não se qualificou  | Não se qualificou  | Não se qualificou  | Não se qualificou  | Não se qualificou  | Não se qualificou  | 8          | 0            | 2            | 6            | 4            | 18           |              |
| 2013               | Não se qualificou  | Não se qualificou  | Não se qualificou  | Não se qualificou  | Não se qualificou  | Não se qualificou  | Não se qualificou  | 8          | 2            | 0            | 6            | 16           | 13           |              |
| 2017               | Fase de Grupos     | 3                  | 1                  | 0                  | 2                  | 3                  | 5                  | 10         | 4            | 3            | 3            | 16           | 12           |              |
| 2022               | Fase de Grupos     | 3                  | 0                  | 1                  | 2                  | 4                  | 10                 | 10         | 6            | 2            | 2            | 10           | 3            |              |